# Eric Whitacre
Eric Whitacre (Reno, 2 gennaio 1970) è un compositore, direttore di coro e direttore di banda statunitense.

## Biografia
Espulso dalla banda della Douglas High School, Whitacre iniziò il suo apprendimento musicale mentre frequentava l'Università del Nevada, Las Vegas, dove studiò composizione con il maestro ucraino Virko Baley e direzione di coro con David Weiller. Fu qui che scrisse Cloudburst, Water Night, Three Flower Songs per coro misto, e Ghost Train, trittico per banda musicale. Whitacre conseguì una laurea specialistica alla Juilliard School in composizione, sotto l'insegnamento di John Corigliano e David Diamond.

### Musica
Nel decennio scorso Whitacre è diventato un importante compositore per banda musicale, e uno dei più importanti compositori di musica corale della sua generazione. Whitacre scrive la sua prima opera per palcoscenico Paradise Lost: Shadows and Wings nel 2004 alla California State University, Northridge, un anno dopo aver scritto la sua prima suite a Berlino, Germania nell'estate 2003. Lo spettacolo è ispirato all'opera di John Milton Paradiso perduto. La musica di questo spettacolo è miscuglio di vari generi diversi come ad esempio la musica trance, classica e musica elettronica. Paradise Lost è stata rappresentata le prime volte durante luglio e agosto 2007 nel Teatro di Boston Court a Pasadena con tutto il cast, i taiko, le animazioni, e gli effetti volanti.

## Composizioni

### Per Coro
- A Boy and a Girl
- All seems Beautiful to Me
- Alleluia
- Alone
- Animal Crackers (Vol. I e Vol. II)
- As Is the Sea Marvelous
- Child of Wonder
- Cloudburst
- Deep Field
- Enjoy the Silence
- Equus
- Five Hebrew Love Songs
- Fly to Paradise
- Glow
- Godzilla Eats Las Vegas
- Goodnight Moon
- Her Sacred Spirit Soars
- Higher, Faster, Stronger
- Home
- Hurt
- I Carry Your Heart
- I Thank You God for Most This Amazing Day
- I Walked the Boulevard
- Leonardo Dreams of His Flying Machine
- Little Birds
- Little Man in a Hurry
- Little Tree
- Lux Aurumque
- Lux Nova
- Maggie and Milly and Molly and May
- Mermaids (colonna sonora di Pirati dei Caraibi - Oltre i confini del mare)
- Nox Aurumque
- Oculi Omnium
- Psalm 137: By the Waters of Babylon
- Sainte-Chapelle
- She Weeps Over Rahoon
- Sleep
- Sleep My Child
- Songs of Immortality
- The Boy Who Laughed at Santa Claus
- The Chelsea Carol
- The City and the Sea
- The Gift of the Magi
- The Moon Is Hiding in Her Hair
- The Sacred Veil
- The Seal Lullaby
- The Star-Spangled Banner
- The Stolen Child
- This Marriage
- Three Flower Song
- Three Songs of Faith
- Very Soon
- Water Night
- What If
- When David Heard
- Winter
- You Rise, I Fall